# 短蕊槐
短蕊槐（学名：Sophora brachygyna）为豆科槐属下的一个种。

## 扩展阅读
- 維基物種上的相關：短蕊槐